# Konnevesi
Konnevesi là một đô thị của Phần Lan.
Vị trí ở tỉnh Tây Phần Lan trong vùng Trung Phần Lan. Đô thị này có dân số 3.175 người (thời điểm năm 2003) và diện tích 681,37 km² trong đó có 166,66 km² là diện tích mặt nước. Mật độ dân số là 4,7 người trên mỗi km².
Dân đô thị này chỉ sử dụng tiếng Phần Lan